# Joseph Yves Médard
Pour les articles homonymes, voir Médard.
Joseph Yves Médard, mieux connu sous son nom d’artiste Rassoul Labuchin, est un cinéaste, poète, romancier, dramaturge, comédien et metteur en scène né à Pétion-Ville le 30 mars 1938.
Son œuvre est à l’image des deux grands engagements qui ont défini sa personnalité et marqué sa carrière : la promotion du créole et la lutte politique pour la défense de la classe ouvrière et contre les injustices sociales.

## Biographie

### Les années formatrices (1940-1959)
« J’avais 6 ans, on habitait à côté du pénitencier national. Et là je voyais arriver des prisonniers qu’on frappait… et j’avais horreur de la prison. »
Dès l’enfance, Rassoul Labuchin est, à la fois, confronté aux vicissitudes d’un climat politique et familial instable et éveillé aux plaisirs des arts, tant littéraires que cinématographiques, dans lesquels il trouve refuge pour échapper au quotidien.
Dumarsais Estimé, élu président en 1946, veut rétablir l’équilibre entre la communauté noire (principalement ouvrière, paysanne et pauvre) et la communauté mulâtre (politique, économique et militaire). Ses parents, père issu d’une famille noire musulmane et mère, juive à la peau pâle, divorcent très tôt dans la vie du jeune homme. Son quartier d’enfance, où il fréquente l’école Jean Marie Guilloux, est mitoyen de la prison d’État (Pénitencier national). Témoin de la brutalité policière envers les prisonniers qu’on y transfère, il s’interroge déjà, à 6, 7 ans, sur celle-ci et y développe une aversion profonde envers les prisons.
En parallèle, il est initié très tôt au cinéma par son père, avec qui il fréquente les salles obscures tous les week-ends, et à la littérature par sa mère. Jacques Prévert, par sa « simplicité d’écriture » et le roman « Gouverneurs de la rosée », de Jacques Roumain, par sa façon d’illustrer la paysannerie haïtienne, sont des pierres d’assises qui marquent profondément le jeune poète, dramaturge et cinéaste en devenir.
Il est encore adolescent lorsque la famille déménage sur la Rue de Chavannes, à Pétion-Ville, tout près de Radio-Caraïbes. Il y sera témoin de la période d’incertitude précédent l’élection de 1957 et de la victoire de François Duvalier.
Après le secondaire au Lycée Alexandre Pétion et des études en génie civil à l’Université Leconte, il entre à la Société Nationale d’Art dramatique (SNAD) où il suit des cours de théâtre avec Gabriel Imbert. C’est dans cette école, considérée par la dictature duvaliériste comme « le lieu où se réunissent les marxistes » qu’il fait la découverte des écrits de Karl Marx et de Friedrich Engels tout en militant dans l’Intersyndical d’Haïti et la Ligue des jeunesses progressistes d’Haïti. Son implication dans le journal de la Ligue, le « Coucourouge», par sa notoriété dans le milieu, attire l’attention de Gérard Pierre-Charles, Gérald Brisson et, surtout, Jacques Stephen Alexis, figure marquante de la résistance à la dictature de François Duvalier.
En 1959, il fonde le Mouvement Théâtral Ouvrier (MTO). C’est lors d’une rencontre à Source Matelas pour un projet de création d’une coopérative agricole qu’il fait, pour la première fois, la rencontre d’Alexis. De cette rencontre nait une collaboration fructueuse qui voit Rassoul Labuchin devenir membre du Parti d’Entente Populaire (PEP) à titre de « représentant des jeunes ».

### Les années militantes (1960-1969)
« J’ai habité dans plusieurs quartiers… Une bonne trentaine de quartiers… Parce que je suis quelqu’un qui à chaque fois que j’avais le soupçon que les tontons macoutes allaient passer chez moi, vite je changeais de quartier».
À l’automne 1960, il fait partie de la délégation haïtienne, dirigée par Jacques Stephen Alexis, invitée à la deuxième Conférence mondiale des Partis communistes à Moscou à titre de représentant de la jeunesse haïtienne au sein du Parti de l’Entente Populaire. Un long périple, qui l’amène de Bernes à Moscou puis à Irkoutsk ou il fait la rencontre de Hô Chi Minh en compagnie duquel il partage un vol vers Pékin. Sur place, il est mis en présence de Mao Zedong et Zhou Enlai  et assiste à la longue discussion entre le dirigeant chinois et Jacques Stephen Alexis.
Cette incursion dans les pays de l’Est attire sur lui le regard de la dictature duvaliériste et, contrairement à Jacques Stephen Alexis qui est torturé et tué en avril 1961, il parvient à rentrer au pays sans se faire repérer et doit se réfugier dans la clandestinité.
Il change souvent de quartier et trouve en partie refuge chez les paysans dont le parler créole l’inspire. De 1962 à 1968, il produit trois recueils de poésie dans la langue de ses ancêtres qui seront traduits en anglais, espagnol, français, hollandais, danois et russe.
En 1968, moins de trois mois après son mariage avec Michaële Lafontant, il est arrêté une première fois à sa maison du quartier Canapé-Vert à Pétion-Ville et conduit aux Casernes Dessalines où il est torturé et frappé, refusant de signer un document exigé par François Duvalier exigeant sa renonciation à la lutte menée par les jeunes marxistes. Il y reste plus d’un mois.

### Les années cinéma (1970-1989)
« J’avais une grande folie, je rêvais un jour de faire des films, dès l’âge de 7 ans. Et à la maison on s’amusait avec des bobines de fil et des personnages de carton. À les faire bouger. C’était déjà un rêve pour moi parce que l’on allait souvent au cinéma. »
Les années de formation et de militantisme se concrétisent, dans les années 70 et 80, par une production artistique prolifique qui voit la pensée du jeune Rassoul Labuchin éclore dans un élan créatif éclectique se déployant tant par le conte (Le Ficus écrit en collaboration avec son épouse Michaëlle Lafontant-Médard) et la nouvelle que le théâtre et le cinéma.
Sa première « rencontre » avec le cinéma date de 1974 où il joue le rôle de Laurélien dans le film « Les Gouverneurs de la rosée » de Maurice Failevic. Film pour lequel il participe aussi au choix des comédiens. Il collabore par la suite, comme scénariste, au film de Raphaël Stines « Map Pale nèt ».
Puis vient Anita, à la fois premier film et œuvre majeure, qualifiée de première œuvre haïtienne réussie par Le Dictionnaire Larousse du cinéma. La genèse d’Anita prend racine lors d’une invitation en Belgique où il fait la rencontre de Jules Brunin, auteur de l’Enfer des gosses. De la lecture du livre et de leurs discussions subséquentes germe l’idée de réaliser un film, en créole, sur la réalité des enfants en Haïti. Idée d’autant plus à propos que l’ONU vient de décréter 1979 comme « l’Année internationale des enfants dans le monde ». Structure financière oblige, le film est co-produit par Michaëlle Lafontant-Médard et Rolf Orthel, le tournage se déroulant en Haïti et le montage du film en Hollande. À la fois œuvre poétique et engagée, Anita est, au dire même de l’auteur : « le prolongement de ce que j’ai réalisé dans mes œuvres écrites » et fait partie, avec « Map Palé Nèt » et « Le Bel indifférent ; Olivia » des trois seuls films produits en Haïti durant la dictature des Duvalier. Le tournage débute le 14 janvier 1980, dure un mois et fait appel aux comédiens de la troupe Konbit Pitit Kay, de Chantal Guerrier dans le rôle d’Anita et à TiCorn dans le rôle de Cindy. Le film est projeté pour la première fois pour la presse, en août et septembre 1980, et sort en grande première pour le public le 5 octobre de la même année au Cinéma Triomphe à Port-au-Prince.
Le lundi 29 août 1983, quelques mois à peine après son retour d’exil du Mexique où il terminait son deuxième film, Joumankolé, Labuchin est de nouveau arrêté et conduit aux casernes Dessalines. Il y passe 32 jours. Son refus de travailler pour le Panthéon national ayant provoqué l’ire du président. Son épouse et ses deux enfants se réfugient à l’ambassade de France afin de faire pression pour sa libération. À sa sortie, c’est l’exil vers la France.
En 1986. Il obtient un petit rôle dans le film « Descente aux enfers » de Francis Girod avec Claude Brasseur et Sophie Marceau.

### Les années politiques (1990-2009)
« Aristide m’a convoqué et là, il m’a dit carrément sans passer par quatre chemins, j’aimerais que tu deviennes le maire de Port-au-Prince. »
En 1986, Jean-Claude Duvalier est chassé du pouvoir. S’ensuit une période d’incertitude qui mène à l’élection de Jean-Bertrand Aristide le 16 décembre 1990. Celui-ci nomme Rassoul Labuchin directeur du Théâtre National en 1991. Poste qu’il perd par suite du renversement d’Aristide le 30 septembre 1991 et qu’il retrouve de 1996 à 2001 lors du retour d’Aristide à la présidence. En 2002, voulant combler un vide administratif, Aristide lui offre la mairie de Port-au-Prince qu’il occupera jusqu’au départ prématuré d’Aristide en 2004.
Il profite de son passage à la mairie pour mettre en branle le projet d’opéra créole, dont il a écrit le livret et Ipharès Blain la musique, qu’il traîne dans ses valises depuis un certain temps. De leur collaboration nait Maryag Lenglensou, le premier opéra haïtien, considéré par Paul Élie Lévy, alors directeur de l’Institut français d’Haïti, comme une première mondiale.
La grande première de l’opéra, d’abord prévue pour le 2 janvier 2004, mais retardée pour causes politiques, a finalement lieu le 1er juillet 2006 à Port-au-Prince grâce au financement de la fondation hollandaise Doën. La pièce, dont la production a fait l’objet d’un livre : « Un opéra en Haïti : Maryaj Lenglensou » par Lucie Hubert et d’un documentaire de Hans Fels : Le Maryaj Lenglesou, The Blood Wedding, connait un vif succès en Haïti où elle est jouée dans une vingtaine de villes jusqu’en 2007.

### Les années montréalaises (2010 à aujourd'hui)
« J’ai senti deux ou trois livres qui tombent sur moi… et là ce sont les secousses, tremblement de terre. »
Le 12 janvier 2010, la maison de Rassoul Labuchin s’écroule. Il quitte Port-au-Prince pour La Havane et s’installe par la suite à Montréal, en mars de la même année, avec l’aide de son fils Dimitri.
Dès son arrivée, il s’engage dans la promotion de la littérature créole au Québec et se met à la rédaction d’un livre : « Les Yeux de l’aube », paru en décembre 2012. Le mardi 3 septembre 2013, hommage lui est rendu au « ciné-mardi du Vétiver » avec vente-signature de son livre et projection du documentaire sur son opéra.
Depuis 2011, il est un des principaux acteurs du mouvement visant à lancer une vaste offensive judiciaire contre l’ancien président Jean-Claude Duvalier. Mouvement qui regroupe le Comité contre l’impunité et pour la justice en Haïti, le Centre canadien pour la justice internationale et le Centre international de criminologie comparée de l’Université de Montréal et qui a fait l’objet d’un rapport d’Avocats sans frontières Canada en 2018.
Le 3 octobre 2020, 40 ans après sa parution, le film Anita fait l’objet d’une présentation spéciale au 16e Festival du film black de Montréal suivi d’une table ronde à laquelle participe le réalisateur, Rassoul Labuchin, alors âgé de 81 ans.

## Filmographie

### Comédien
- 1974 : Gouverneurs de la rosée, réal : Maurice Failevic.
- 1986 : Descente aux enfers, réal : Francis Girod.

### Réalisateur-scénariste
- 1980 : Anita, fille d'Haïti
- 1983 : Jourmankolé

## Publications principales

### Conte et poésie
- 1962 : Trois colliers maldioc
- 1964 : Compère
- 1968 : Dégui
- 1971 : Le Ficus

### Nouvelle et roman
- 1979 : Et la fête sera belle
- 2012 : Les Yeux de l'aube

### Théâtre et opéra
- 1972 : Le Roi Moko
- 1976 : Ti-Crabe et Grenadine
- 1977 : Map Palè Net
- 2007 : Maryaj Lenglensou